# Priscilla Telmon
Priscilla Telmon, de son vrai nom Priscilla Du Serre Telmon, est une réalisatrice documentaire, photographe, écrivaine voyageuse française, et productrice née le 2 décembre 1975. Membre de la Société des explorateurs français (SEF), elle se consacre, à compter de 1997, à des expéditions, des voyages d’exploration et des actions de protection de l'environnement.

## Biographie

### Formation
Priscilla Telmon, est la fille de l'éditeur-écrivain Michel Morcrette et de la peintre Marie-Pascale Du Serre Telmon. Après avoir été brièvement mannequin l'année où elle passe son baccalauréat, elle suit des cours d’ethnomédecine. Elle s'adonne également à l'escalade de monuments parisiens avec le grimpeur français Alain Robert surnommé « l'homme araignée ». Entamant une carrière de photographe et de journaliste indépendante, elle se consacre, à compter de 1997, à des expéditions, des voyages au long cours, des missions humanitaires et des actions de protection de l'environnement.

### Voyages et expéditions
Elle a effectué plusieurs voyages, traversées (à pied, à cheval), essentiellement en Asie centrale, en Himalaya et en Haute-Asie.
En 1997, elle traverse clandestinement le Dolpo en compagnie de l'écrivain voyageur Sylvain Tesson et du voyageur Alexandre Poussin.
En 1998, elle gravit le Kilimandjaro en Tanzanie et traverse, à pied et à cheval, le massif de l’Atlas. La même année, son père se remarie avec la psychiatre et écrivaine Catherine Reverzy.
À 23 ans, elle entreprend la traversée de l’Asie centrale à cheval avec l'écrivain Sylvain Tesson, depuis Alma Ata au Kazakhstan jusqu'à la mer d’Aral en Ouzbékistan. Ce périple débouche sur sa collaboration à deux ouvrages, La Chevauchée des steppes en 2001 et Carnets de Steppes : à cheval à travers l'Asie centrale en 2002. Et d'un film documentaire La Chevauchée des Steppes.
À 27 ans, sa traversée à pied et en solitaire de l'Himalaya sur les traces d’Alexandra David-Néel la conduit à traverser le Viêt Nam, le Yunnan, le Tibet, le Sikkim et l'Inde. Elle laisse éclater sa joie à chaque col franchi et sa rage à chacune de ses arrestations. Ayant visité le palais du Potala, elle indique que la citadelle est « vide, morte, silencieuse ». Ce périple de plus de six mois a pour aboutissement la réalisation du documentaire Voyage au Tibet interdit, qui lui vaut le prix spécial du Sénat.
En 2011, au Népal, elle saute en parachute au-dessus de l'Everest, à près de 10 000 m.
De 2014 à 2020, elle s'installe au Brésil qu'elle traverse de Nord au Sud pour réaliser le projet cinématographique Híbridos, les Esprits du Brésil avec Vincent Moon, présenté du MoMA New-Yorkais au Barbican à Londres.
Dans son approche du voyage, elle explique : « Je finis toujours par retrouver mon chemin en me fiant au soleil, au cours des rivières ou aux indications que l’on me donnait [...] ».

### Activités médiatiques
Cette section est promotionnelle ou publicitaire (décembre 2024). Considérez son contenu avec précaution et/ou discutez-en.
Elle anime d'abord l'émission Le Sens de la marche sur France 5 et Les grands documentaires sur Paris Première, chaîne sur laquelle elle anime ensuite l'émission de voyage-découverte Paris Ailleurs, puis l'émission « écolochic » La terre est bleue comme une orange à partir de 2015.
En décembre 2010, dans le cadre de l'exposition « Dans le blanc des yeux » sur les cultures de l’Himalaya au musée du quai Branly, elle participe à son organisation et projette son film Voyage au Tibet interdit. En 2011, son exposition photo Himalayas est présentée au MK2 Bibliothèque. En 2016, elle co-fonde avec Vincent Moon la société de production Petites Planètes qui s'intéresse aux rituels et musiques sacrées. En 2023, avec l'association NatureRights, elle monte un atelier de recherches sur le Chant des plantes, qui propose des ateliers pédagogiques pour les enfants pour sensibiliser à la conscience végétale,. En 2024, elle devient la directrice artistique du Consulat Voltaire, centre d'art à Paris.

### Engagement associatif et militant
Concernée par la situation au Tibet, à l'occasion du passage de la flamme olympique à Paris en 2008, elle escalade la cathédrale Notre-Dame de Paris pour déployer, au-dessus de la rosace, la banderole aux anneaux olympiques en forme de menottes de RSF. Le 29 août 2008, en compagnie de Véronique Jannot, elle saute en parachute avec le drapeau du Tibet au-dessus du mont Saint-Michel.

## Œuvres

### Récits d'expéditions
- 2001 : La Chevauchée des steppes. 3 000 km à cheval à travers l'Asie centrale, en collaboration avec Sylvain Tesson, Robert Laffont,  (ISBN 2-221-09370-4), 235 p. Réédité en 2013 aux éditions Pocket,  (ISBN 2266229729), 310 p.
- 2002 : Carnets de steppes : à cheval à travers l'Asie centrale, en collaboration avec Sylvain Tesson, Album Glénat,  (ISBN 2-7234-3966-6), 160 p. Réédité en 2017 aux éditions Pocket,  (ISBN 9782266280556), 186 p.
- 2009 : Voyage au Tibet interdit, DVD MK2 (ASIN B001AIRWL6), 74 min
- 2010 : Himalayas, sur les pas d’Alexandra David-Néel, Album Actes Sud, préface d'André Velter et Marie-Madeleine Peyronnet,  (ISBN 2742793410), 210 p[31].
- 2022 : Femmes d'Aventures, récits collectifs Points  (ISBN 2757894765)[32], 288 p.

### Films Documentaires
- 2001 : La Chevauchée des steppes (52 min) avec Sylvain Tesson, Addis production[33]
- 2005 : Le Sens de la marche (3 x 52 min au pays basque, en Corse et en Bretagne) avec Yves Paccalet, Gedeon programmes
- 2005 : À travers la pierre de Luc-Henri Fage (52 min) Media Vidéo
- 2005 - 2006 : Voyage au Tibet interdit (60 et 75 min), Bonne Pioche Productions et MK2
- 2007 à 2010 : Les chemins du possible, collection documentaire (52 min sur Canal+ sur les initiatives de développement durable, Bonne Pioche Productions
  - Le Savoir vert du Nord (Scandinavie)
  - Pour une terre équitable (Burkina Faso, Mali)
  - Les Gardiens de l'eau (Inde du Nord)
  - Le Secret des plantes (Pérou)
  - L'Appel de la forêt (Canada)
  - Le Bonheur au sommet (Bhoutan)
  - Tokyo, laboratoire d'avenir (Japon)
  - L'Île de la biodiversité (Madagascar)
- 2012 : Le Grenat, série de quinze films à la rencontre de personnalités créoles, Bonne Pioche productions
- 2013 : Maestra Justina (26 min) (Pérou), coll. « Petites Planètes »
- 2014 à 2019 : Híbridos, Les Esprits du Brésil (80 x 52 min)[34], coll. « Petites Planètes », co production Feever Filmes
- 2017 : Ashram, sur l'ashram d'Alice Coltrane (33 min - Los Angeles, États-Unis), Luaka Bop productions
- 2018 : Híbridos, Les Esprits du Brésil, long métrage au cinéma [35], coll. « Petites Planètes », co production Feever filmes, Samba filmes, Michel Berger et Bro cinema
- 2020 : Un pays Lointain[36], Canal 180 productions
- 2021 : Jazz(s), sur la nouvelle génération de Jazz[37], Arte concert, la Blogothèque
- 2021 : Je ne me suis jamais trompée de désirs, avec Marina Hands[38], Le Printemps des poètes
- 2022-2023 : Territoires, collection de 28 films (Saison I), Collecte cinématographique des musiques de France[39], La Blogothèque
- 2024 : Avec les fées, court métrage poétique sur le voyage de Sylvain Tesson le long de la Côte Celtique[40], Les Équateurs & Petites Planètes